# امیل یانینگز
امیل یانینگز (انگلیسی: Emil Jannings؛ زاده ۲۳ ژوئیهٔ ۱۸۸۴ - درگذشته ۲ ژانویه ۱۹۵۰) هنرپیشه اهل آلمان بود. وی بین سال‌های ۱۹۱۴ تا ۱۹۴۵ میلادی فعالیت می‌کرد.
امیل یانینگز که پس از بازنشستگی به اتریش رفته بود و در سال ۱۹۴۷ تابعیت آن کشور را پذیرفته بود، در سن ۶۵ سالگی و بر اثر سرطان کبد در شهر اشتروبل در نزدیکی زالتسبورگ درگذشت و در «گورستان سن ولفگانگ» دفن شد.

## جوایز
وی اولین برندهٔ جایزه اسکار بهترین بازیگر نقش اول مرد است و جایزهٔ او امروزه در «موزه فیلم برلین» در معرض نمایش است.

## بخشی از فیلم‌شناسی
از فیلم‌هایی که وی در آن نقش داشته‌است، می‌توان به تحقیرشده‌ترین مرد، تارتوف و فاوست اشاره کرد.